# Сливниця (гміна Дубецько)
Сливниця (пол. Śliwnica) — село в Польщі, у гміні Дубецько Перемишльського повіту Підкарпатського воєводства.
Населення — 620 осіб (2011).

## Географія
Село розташоване на відстані 3 кілометри на північ від центру гміни села Дубецько, 28 кілометрів на захід від центру повіту міста Перемишля і 35 кілометри на південний схід від центру воєводства — міста Ряшіва.

## Історія
В XI-XIII століттях на цих землях існувало Перемишльське руське князівство зі столицею в Перемишлі, яке ввійшло до складу Галицького князівства, а пізніше Галицько-Волинського князівства.
Після захоплення цих земель Польщею територія в 1340–1772 роках входила до складу Сяноцької землі Руського воєводства Королівства Польського. Вперше згадується в 1484 р. За податковим реєстром 1589 р. село Сливничка належало Стадницьким і був 1 лан (коло 25 га) оброблюваної землі.
В 1772 році внаслідок першого поділу Польщі село відійшло до імперії Габсбургів і ввійшло до складу австрійської провінції Галіція.
У 1831 р. у Сливниці налічувалось 5 греко-католиків парафії Дубецько Бірчанського деканату Перемишльської єпархії. На той час унаслідок півтисячоліття латинізації та полонізації українці західного Надсяння опинилися в меншості.
Після розпаду Австро-Угорщини і утворення Другої Речі Посполитої це частково населене українцями село Надсяння окупувала Польща. Входило до Перемишльського повіту Львівського воєводства, у 1934-1939 рр. — у складі ґміни Дубецько.
У 1939 р. налічувалось 19 греко-католиків, які належали до парафії Дубецько Порохницького деканату Перемишльської єпархії.
Після Другої світової війни село опинилося по польському боці розмежування лінії Керзона, у так званому Закерзонні.
У 1975-1998 роках село належало до Перемишльського воєводства.

## Демографія
Демографічна структура станом на 31 березня 2011 року:
|          | Загалом | Допрацездатний вік | Працездатний вік | Постпрацездатний вік |
| -------- | ------- | ------------------ | ---------------- | -------------------- |
| Чоловіки | 299     | 55                 | 206              | 38                   |
| Жінки    | 321     | 79                 | 162              | 80                   |
| Разом    | 620     | 134                | 368              | 118                  |